# رافاييل سالغيرو
رافاييل سالغيرو (بالإسبانية: Rafael Salguero)‏ هو محامي ولاعب كرة قدم وكاتب عدل غواتيمالي، ولد في 3 ديسمبر 1946 في جالابا في غواتيمالا.